# Oenanthe biebersteini
Oenanthe biebersteini är en flockblommig växtart som beskrevs av Charles Simon. Oenanthe biebersteini ingår i släktet stäkror, och familjen flockblommiga växter. Inga underarter finns listade i Catalogue of Life.